# Manifestación «Som una nació. Nosaltres decidim»

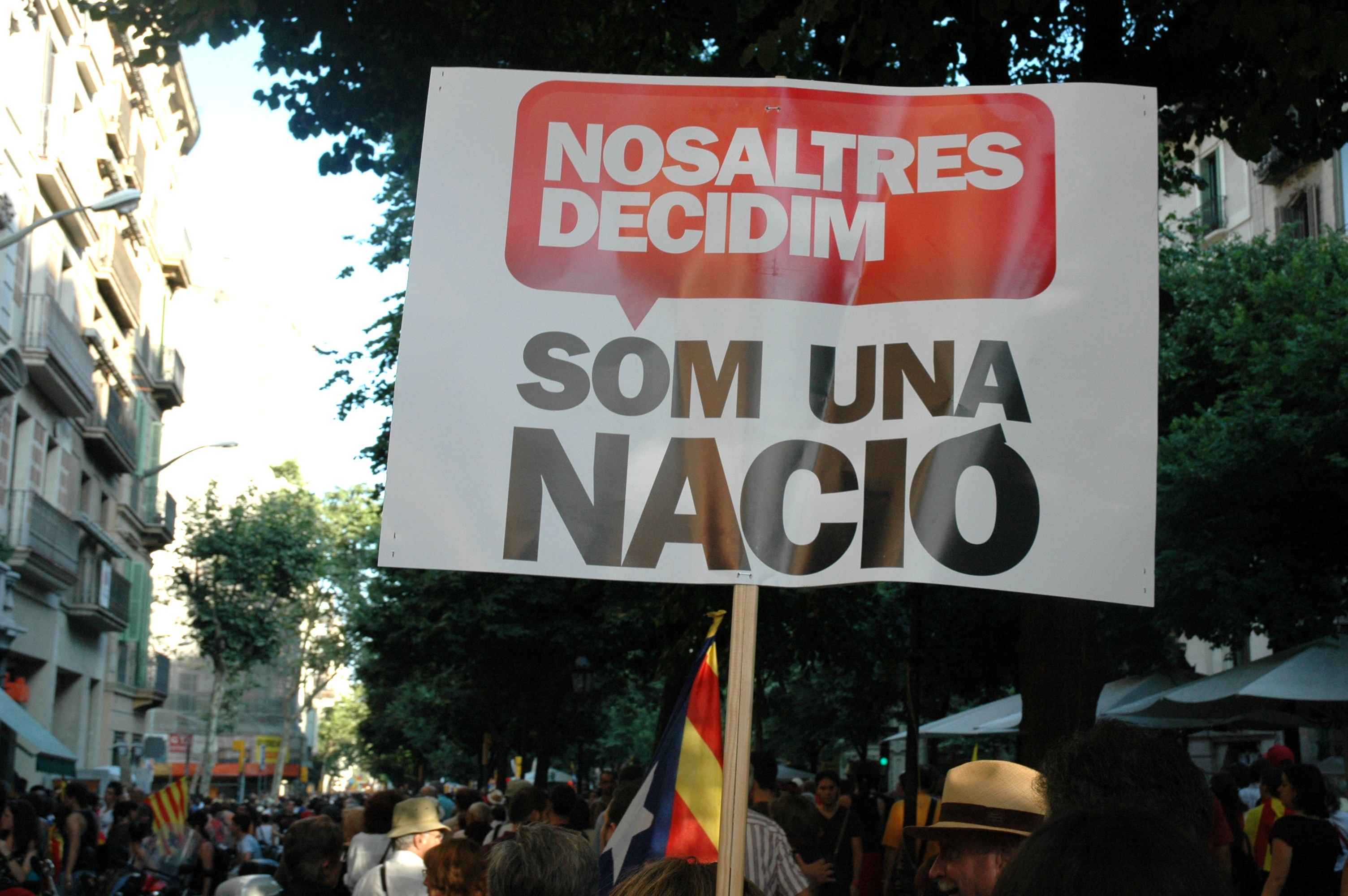
Lema de la manifestación.

La manifestación Som una nació. Nosaltres decidim (en español, 'Somos una nación. Nosotros decidimos') (también llamada del 10-J) fue una manifestación convocada para protestar contra la sentencia dictada por el Tribunal Constitucional en relación con el recurso de inconstitucionalidad interpuesto contra el Estatuto de Cataluña, realizada en Barcelona el 10 de julio de 2010 bajo el lema Som una nació. Nosaltres decidim  con el apoyo de la mayoría de los partidos políticos representados en el Parlamento de Cataluña (excepto por el PPC y C's),  así como también de los sindicatos y cerca de 1.600 entidades.
La manifestación fue una de las más multitudinarias de la historia de Cataluña, que reunió entre 1,1 millones de personas según la Guardia Urbana y 1,5 según Òmnium Cultural. El periódico El País calculó 425 000 personas. La reivindicación de la independencia de Cataluña fue predominante en la manifestación.

## Desarrollo
En la tarde del sábado del 10 de julio de 2010 tuvo lugar una gran manifestación en Barcelona —considerada por los organizadores como la más masiva en la historia de la democracia en Cataluña, incluso mayor que la de la Diada del 11 de septiembre de 1977— para mostrar el rechazo a la sentencia del Tribunal Constitucional, aunque los gritos y los carteles que predominaron fueron en favor de la independencia de Cataluña así como las banderas esteladas fueron muy superiores a la banderas catalanas (las juventudes de Convergència Democràtica de Catalunya desplegaron una gran pancarta que decía Catalonia is not Spain -'Cataluña no es España'-). Había sido convocada por Òmnium Cultural y apoyada por todos los partidos políticos representados en el Parlamento de Cataluña con las excepciones del Partido Popular y Ciudadanos y un millar de entidades culturales, cívicas y sociales con el lema Som una nació. Nosaltres decidim ('Somos una nación. Nosotros decidimos'). La organización corrió a cargo de la entidad cívica catalanista sin ánimo de lucro y que está a favor de la independencia de Cataluña Òmnium Cultural. Abría la manifestación una gran bandera catalana de 250 metros cuadrados  y detrás iban el presidente José Montilla, acompañado por el presidente del Parlamento de Cataluña Ernest Benach y los expresidentes de la Generalitat Jordi Pujol y Pasqual Maragall y del Parlamento de Cataluña Joan Rigol y Heribert Barrera. Tras ellos caminaban los líderes de los cuatro principales partidos: PSC, CiU, ERC e ICV.
A la cabecera de la manifestación le costó avanzar por el Paseo de Gracia a causa de la multitud que se había reunido allí. Cuando llegó al cruce con la Gran Vía ya no pudo seguir avanzando, y fue entonces cuando arreciaron los pitidos y los gritos en catalán de "Políticos fuera. El Pueblo en la cabecera", y también los insultos y gritos de botifler (término empleado despectivamente por los nacionalistas catalanes y que suele ser interpretado como "traidor") dirigidos contra el presidente Montilla (incluso hubo un conato de agresión). El servicio de seguridad decidió entonces meter al presidente en el cercano edificio del Departamento de Justicia saliendo después por una puerta lateral donde le esperaba su coche oficial.